# Auerbach (Vogtland)
Auerbach/Vogtland este un oraș din landul Saxonia, Germania.

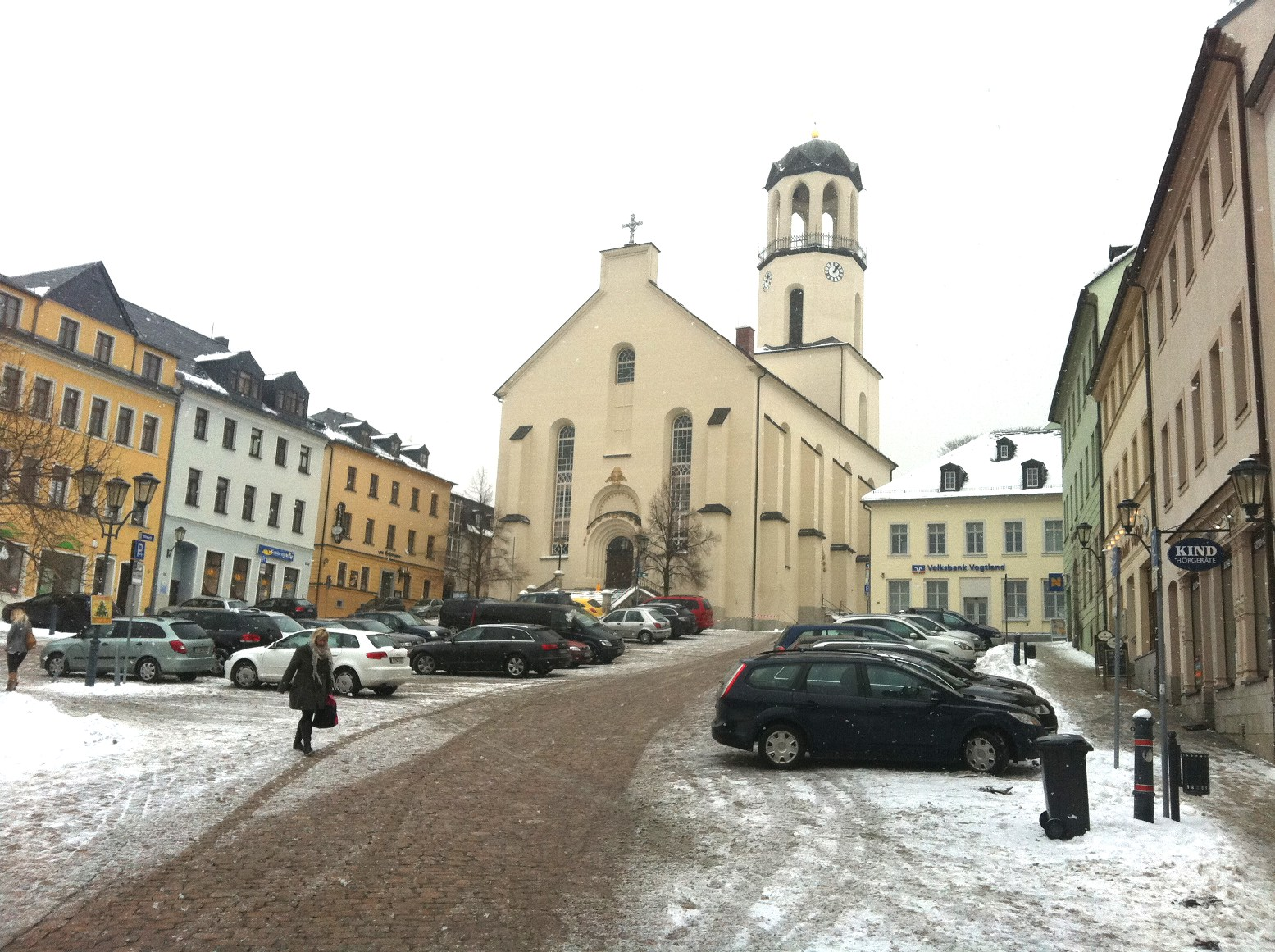
Auerbach